# Kent Ekeroth
Kent Alexander Ekeroth (11 settembre 1981) è un politico svedese dei Democratici Svedesi.
È membro del Riksdag dal 4 ottobre 2010 (eletto nelle elezioni generali del 2010), rappresentando la circoscrizione della Contea di Stoccolma. In parlamento, è stato membro della Commissione per la giustizia e membro supplente della Commissione per gli affari dell'Unione europea. Ekeroth ha studiato Economia. Si è unito ai Democratici Svedesi nel 2006. Dal 2007, è segretario del partito per gli affari internazionali. 
Nell'ottobre 2006, Ekeroth venne licenziato dal suo stage presso l'ambasciata svedese a Tel Aviv, Israele, dopo che l'ambasciata aveva scoperto il suo coinvolgimento con i Democratici Svedesi. Le azioni dell'ambasciata vennero poi criticate dal Cancelliere di Giustizia svedese, Göran Lambertz, che ha stabilito che il licenziamento era illegale e una violazione delle leggi costituzionali svedesi. Il Ministero degli affari esteri, che è responsabile di tutte le ambasciate svedesi all'estero, ha pagato anche i danni a Ekeroth. Ekeroth è membro del consiglio del partito europeo euroscettico Alleanza Europea per la Libertà.
Nel novembre 2012, Ekeroth prese una pausa dalle sue funzioni dopo la fuoriuscita di un video girato con il suo telefono cellulare da un evento che è diventato noto come Järnrörsskandalen ("Scandalo della sbarra di ferro"). Erik Almqvist aveva pubblicato, due anni prima, una versione modificata del video per mostrare come lui e i suoi colleghi di partito Ekeroth e Christian Westling fossero stati abusati verbalmente quella sera. Il video pubblicato nel novembre 2012 da Expressen mostrava Ekeroth ed i suoi colleghi armati di sbarre di ferro dopo una rissa con un ubriaco. Ekeroth discusse con una giovane donna, che avrebbe poi spinto contro una macchina. Almqvist utilizzò commenti razzisti e sessisti senza che Ekeroth reagisse contro di esso. La polizia arrivò sul luogo e l'uomo ubriaco disse di aver visto Ekeroth spingere la donna. Ekeroth e i suoi colleghi erano tornati quando avevano sentito le sirene e dissero alla polizia che erano stati minacciati dall'uomo. Mentre Erik Almqvist fu costretto a dimettersi, Ekeroth rimase in parlamento. Il socialdemocratico e presidente della Commissione per la giustizia Morgan Johansson venne citato come dire "Mi chiedo che cosa i suoi elettori penseranno di lui, essendo nel Riksdag ed essendo pagato senza reali compiti".
Ekeroth, più tardi, fatturò i giornali svedesi che avevano usato la pellicola o fotogrammi dell'evento. Per esempio, Svenska Dagbladet ricevette una fattura di 51.725 corone svedesi (c. 5.500 euro). Ekeroth ha negato le connessioni al sito di notizie di estrema destra Avpixlat anche se venne trovato a governare la redazione anonima tramite e-mail e il sito usa il suo conto bancario personale per le sue finanze. Avpixlat è stato definito un "sito odio" per le sue espressioni di violenza e di xenofobia. Ekeroth ha anche negato la pubblicazione di tutti gli articoli presso il sito di notizie, ma è stato rapidamente trovato ad aver pubblicato articoli di recente, un mese prima della sua negazione. Le autorità fiscali hanno anche trovato legalmente le obbligazioni a pagare le tasse su quelle donazioni a  Avpixlat , di cui 70,000SEK erano state subito ulteriormente trasferite ad altri conti privati di proprietà di Ekeroth.
Kent Ekeroth nacque da madre ebrea originaria del Kazakistan nell'Asia centrale (allora parte dell'Unione Sovietica), che è arrivata come rifugiata attraverso la Polonia alla Svezia negli anni '60 insieme con la madre (la nonna di Ekeroth) e le sorelle.  Ekeroth ha patrimonio ebraico, con un atteggiamento di vita atea.